# Râul Păcurarul
Râul Păcurarul este un curs de apă, afluent al Râului Doamnei.

## Hărți
- Harta Județul Argeș